# Osaka Bay Tower
Osaka Bay Tower est un gratte-ciel qui se situe à Osaka dans l'arrondissement de Minato, près de la gare de Bentenchō. Il mesure 200 mètres de hauteur.